# Eva Pawlo
Eva Pawlo, född Abramson 12 mars 1893 i Stockholm, död 13 maj 1978 i Matteus församling i Stockholm, var en svensk operettsångerska och sångpedagog.
Hon studerade sång för Raimund von Zur Mühlen i London och scenisk framställningskonst för Liva Järnefelt och Anna Norrie. Pawlo började sin bana som konsertsångerska och uppträdde senare vid flera radiokonserter. 1933 debuterade hon som operettsångerska hos Sigrid Eklöf-Trobäck, där hon sjöng titelrollen i Emmerich Kálmáns operett Grevinnan Mariza, varefter 1933–1936 följde engagemang vid scener i Stockholm och Malmö samt folkparksturnéer. Åren 1936–1937 var hon knuten till Stora Teatern, Göteborg. Från 1922 gav hon undervisning i sång, och från 1938 ägnade hon sig som bosatt i Stockholm helt åt sånglärarverksamhet. Bland hennes roller märks Vera Lisaveta i Sista valsen, Angèle Didier i Greven av Luxemburg, Carolina Pia i Djävulsryttaren samt titelpartierna i Den glada änkan och Alexandra.
Eva Pawlo var dotter till grosshandlaren Axel Abramson och Elin Fris. Hon var från 1916 gift med operasångaren och ingenjören Georg Pawlo (1887–1920) och mor till Toivo Pawlo. Hon är gravsatt i minneslunden på Skogskyrkogården i Stockholm.